# Zouhair El Hairan
Zouhair El Hairan (Tetuan, ?) és un periodista, director de cinema i politòleg de la Universitat Pompeu Fabra, vinculat al GRITIM (Grup de Recerca Interdisciplinari d'Immigració), que va arribar a Barcelona provinent de la seva ciutat natal, Tetuan (Marroc). És membre del grup jove de diàleg interreligiós de la Unesco, i va participar en un debat amb la Pilar Rahola com a representant de l'Islam, juntament amb representants d'altres religions i conviccions. En una intervenció al mitjà local, Metrópoli Abierta, va expressar la seva condemna als atemptats terroristes a Barcelona i Cambrils que van tenir lloc l'agost del 2017, alhora que va afirmar la seva participació en les manifestacions de condemna a aquests atacs. També va dinamitzar tallers pel Fons Català de Cooperació al Desenvolupament entre els anys 2021 i 2022, per recollir informació sobre els processos migratoris de la diàspora d'origen marroquí a Catalunya en el marc d'un projecte europeu Shababuna.
L'any 2005, va dirigir el documental Al-Hamama sobre els atemptats de Madrid de l'11 de març de 2004, obtenint un premi al Festival internacional de curtmetratges universitaris, Unifest'2006. Posteriorment, va ser jurat jove al Festival internacional de cinema de Sitges a l'octubre de 2006. Segons consta al web de la Fundació Anna Lindh, Zouhair El Hairan és responsable de l'organització Euro-Arab basada a Barcelona.